# Fulwood, Nottinghamshire
Fulwood var en civil parish från 1858 till 1935 då den blev en del av Sutton in Ashfield, i grevskapet Nottinghamshire, i England. Civil parish var belägen 8 km från Mansfield och hade 6 invånare år 1931.